# Merkawang
Merkawang is een bestuurslaag in het regentschap Tuban van de provincie Oost-Java, Indonesië. Merkawang telt 2030 inwoners (volkstelling 2010).